# Platythyrea brunnipes
Platythyrea brunnipes är en myrart som först beskrevs av Clark 1938.  Platythyrea brunnipes ingår i släktet Platythyrea och familjen myror. Inga underarter finns listade i Catalogue of Life.

## Bildgalleri

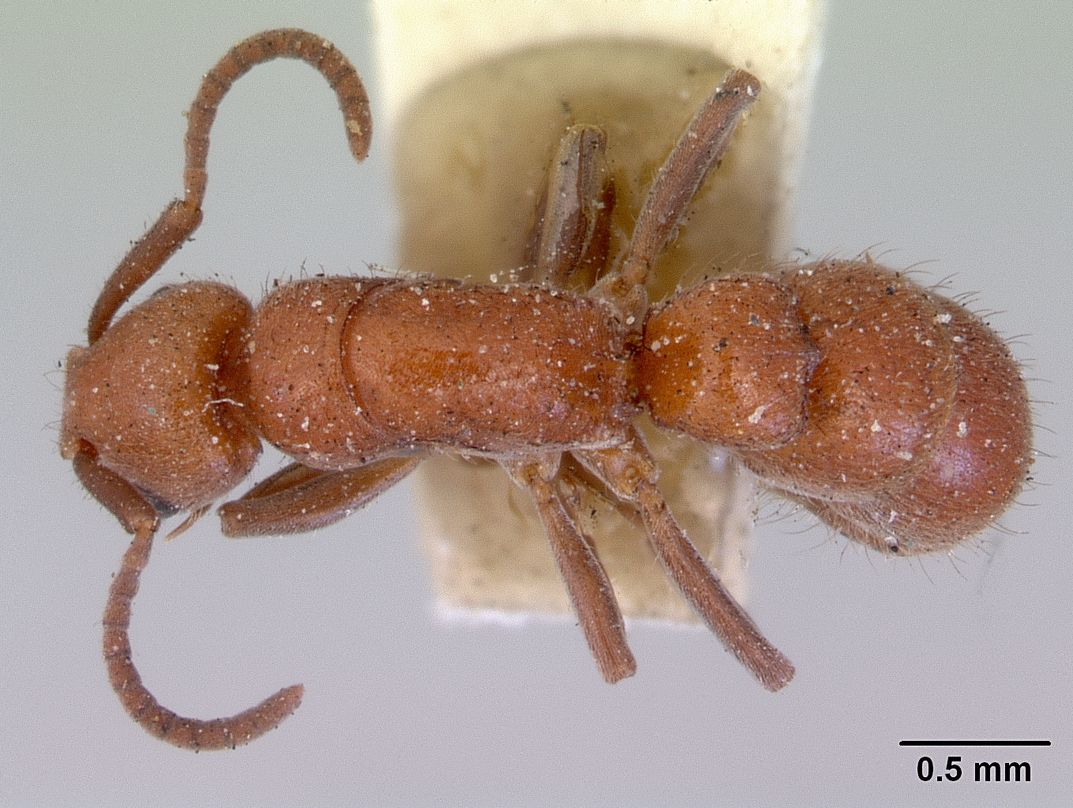
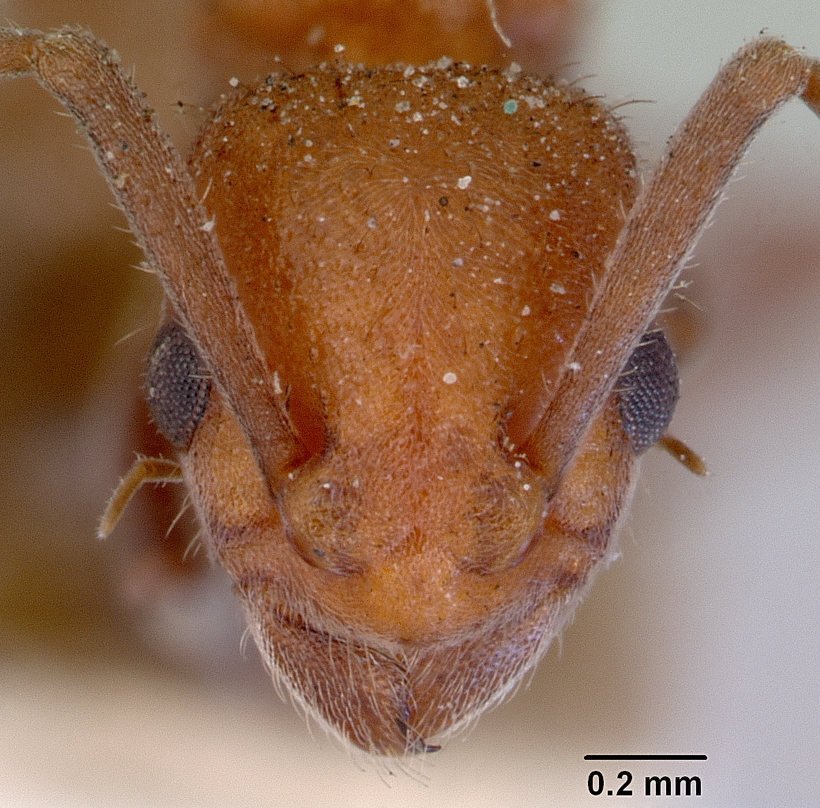
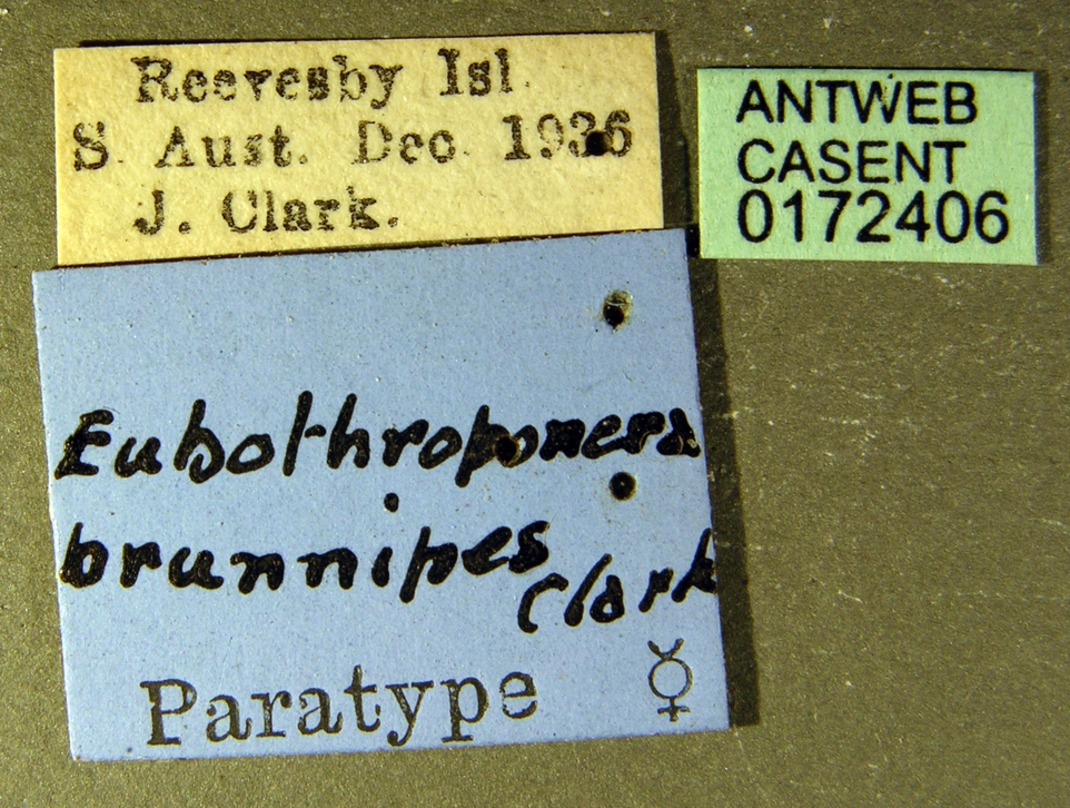
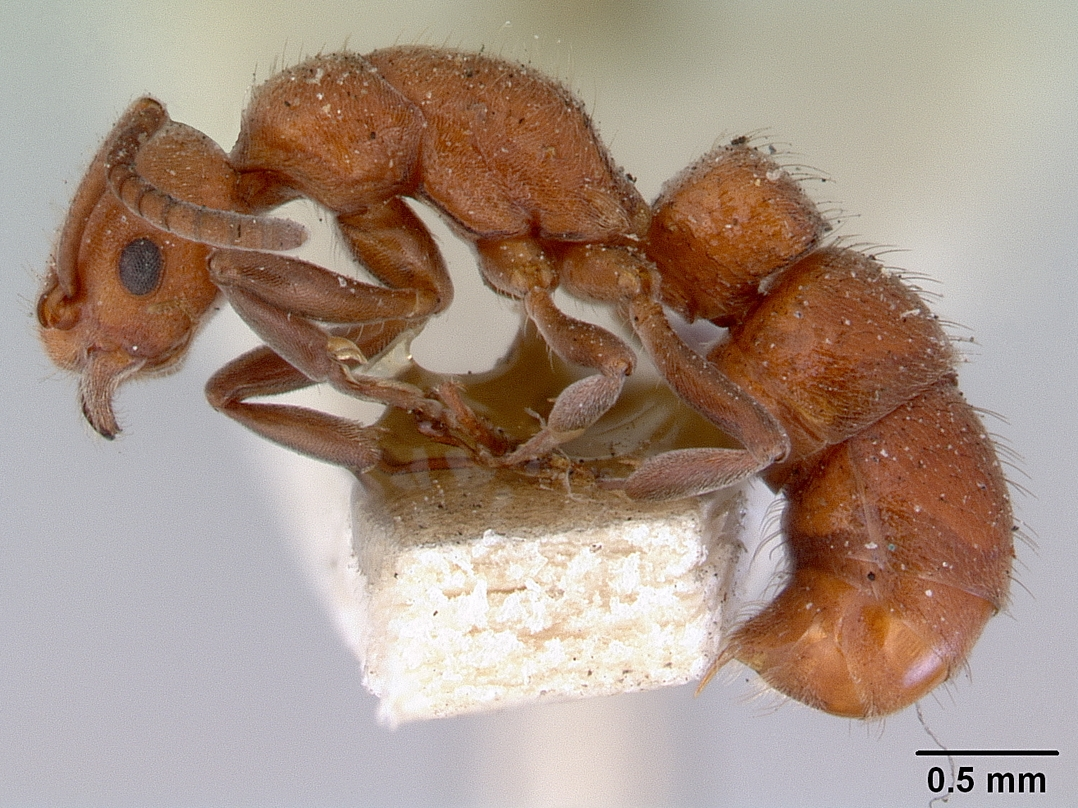